# Szentegát
Szentegát là một thị trấn thuộc hạt Baranya, Hungary. Thị trấn này có diện tích 27,78 km², dân số năm 2010 là 422 người, mật độ 15 người/km².